# Byblos
Jbeil
 (mars 2024).
La mise en forme du texte ne suit pas les recommandations de Wikipédia : il faut le « wikifier ».
Les points d'amélioration suivants sont les cas les plus fréquents. Le détail des points à revoir est peut-être précisé sur la page de discussion.
- Les titres sont pré-formatés par le logiciel. Ils ne sont ni en capitales, ni en gras.
- Le texte ne doit pas être écrit en capitales (les noms de famille non plus), ni en gras, ni en italique, ni en « petit »…
- Le gras n'est utilisé que pour surligner le titre de l'article dans l'introduction, une seule fois.
- L'italique est rarement utilisé : mots en langue étrangère, titres d'œuvres, noms de bateaux, etc.
- Les citations ne sont pas en italique mais en corps de texte normal. Elles sont entourées par des guillemets français : « et ».
- Les listes à puces sont à éviter, des paragraphes rédigés étant largement préférés. Les tableaux sont à réserver à la présentation de données structurées (résultats, etc.).
- Les appels de note de bas de page (petits chiffres en exposant, introduits par l'outil «  Source ») sont à placer entre la fin de phrase et le point final[comme ça].
- Les liens internes (vers d'autres articles de Wikipédia) sont à choisir avec parcimonie. Créez des liens vers des articles approfondissant le sujet. Les termes génériques sans rapport avec le sujet sont à éviter, ainsi que les répétitions de liens vers un même terme.
- Les liens externes sont à placer uniquement dans une section « Liens externes », à la fin de l'article. Ces liens sont à choisir avec parcimonie suivant les règles définies. Si un lien sert de source à l'article, son insertion dans le texte est à faire par les notes de bas de page.
- La présentation des références doit suivre les conventions bibliographiques. Il est recommandé d'utiliser les modèles {{Ouvrage}}, {{Chapitre}}, {{Article}}, {{Lien web}} et/ou {{Bibliographie}}. Le mode d'édition visuel peut mettre en forme automatiquement les références.
- Insérer une infobox (cadre d'informations à droite) n'est pas obligatoire pour parachever la mise en page.

Pour une aide détaillée, merci de consulter Aide:Wikification.
Si vous pensez que ces points ont été résolus, vous pouvez retirer ce bandeau et améliorer la mise en forme d'un autre article.
Pour les articles homonymes, voir Byblos (homonymie).
Ne doit pas être confondu avec al-Jubayl.
Byblos, Goubal ou Gebal dans l'Antiquité, Gibelet ou Guiblet en ancien français du Liban médiéval et aujourd'hui appelée Jubayl (جبيل, prononcé en arabe levantin Jbeil), est une ville du Liban. Les Grecs la nommèrent Byblos, car c'est de Gebal que le papyrus (en grec ancien βύβλος / búblos) était importé en Grèce.
Elle se situe aujourd’hui sur le site de la ville moderne de Jbeil dans le gouvernorat du Mont-Liban (actuel Liban), sur la côte méditerranéenne, à environ 40 kilomètres au nord de Beyrouth. Elle aurait été fondée vers 5000 av. J.-C. Dès le IVe millénaire av. J.-C., Byblos est un centre commercial actif, négociant surtout avec l’Égypte antique le bois du Liban. Ce rapprochement avec l’Égypte a un effet durable sur l’art et la culture de Byblos, elle devient un centre religieux important où l‘on pratique le culte d’Osiris.
Elle fait aussi commerce de textile et de vêtements avec la Mésopotamie, notamment avec la ville de Mari et également avec les Minoens de Crète. Les souverains amorrites de Byblos se font enterrer dans des tombeaux avec des objets égyptiens (Tombeau d’Ahiram, roi au XIe siècle av. J.-C.). Elle se caractérise aujourd’hui par son antique port de pêche, son site romain et le château de Byblos construit par les croisés au XIIe siècle.
Byblos est une des plus vieilles villes du monde, possiblement la plus vieille, à avoir été continuellement habitée.

## Histoire
Byblos est habitée de manière continue depuis plus de 7 000 ans, ce qui en fait l'une des plus anciennes villes du monde. Les traces les plus anciennes d’une occupation humaine sur le site sont celles d’un village de pêcheurs du Néolithique, établi probablement vers 5000 av. J.-C.

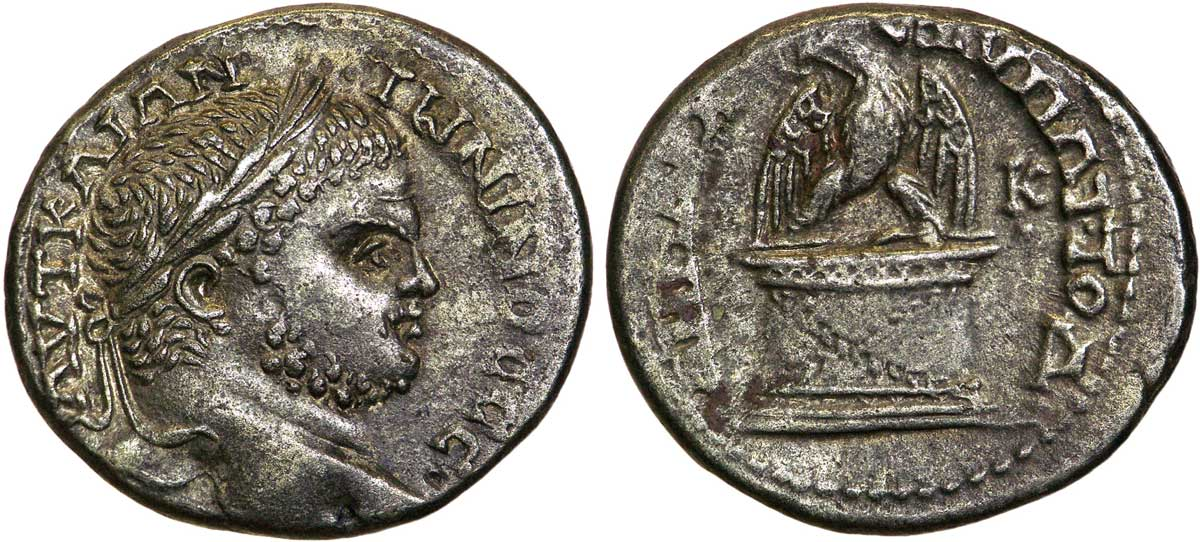
Monnaie frappée en la cité de Byblos.

Dès le milieu du IIIe millénaire av. J.-C., la cité-État de Byblos est colonisée par les Phéniciens et devient un centre religieux important. Le temple de Baalat Gebal était ainsi célèbre dans le monde antique. Les liens entretenus par la ville avec l’Égypte antique sont très étroits et sont à l’origine du rapide développement culturel et religieux de la cité. Byblos est aussi un port actif qui exporte le vin et les bois du Liban vers l'Égypte et importe du papyrus égyptien pour le revendre à travers toute la Méditerranée. L'une des étapes du cabotage vers l'Égypte est le port de Tell Abou Hawan dans la baie de Haïfa. Cette escale contribuera son développement lors de l'épopée cananéenne au Bronze ancien.
Les historiens modernes proposent que l'ancien nom de la ville, Byblos, dérive du mot grec pour papyrus, βύϐλος (býblos). La ville était en effet pendant l’Antiquité une escale importante pour les navires chargés de papyrus en provenance d’Égypte et se rendant en Grèce. Plus tard le mot dérivé désignera le livre en grec (βιϐλίον / biblíon) et finalement le mot Bible. Une autre version rapportée par Étienne de Byzance au VIe siècle dans les Ethniques renvoie à la divinité Byblis, laquelle aurait trouvé la mort en ce lieu avant de se changer en source.
Byblos est aussi directement associée avec l'histoire et la diffusion de l'alphabet phénicien. C'est à Byblos qu'a été faite la découverte de la plus ancienne inscription phénicienne gravée sur le sarcophage d'Ahiram, origine de notre alphabet contemporain.

## Byblos aujourd’hui
L’ancienne cité est entourée de murailles d’époque médiévale comportant des fûts de colonnes antiques inclus dans les murs. Cette méthode de construction est également visible au « Château de la mer » de saint Louis à Sidon (Saïda).
L’intérieur de la cité abrite une église construite par les Génois, une petite mosquée, un souk d’artisanat local, le château croisé, le site antique et le port.

## Le site antique

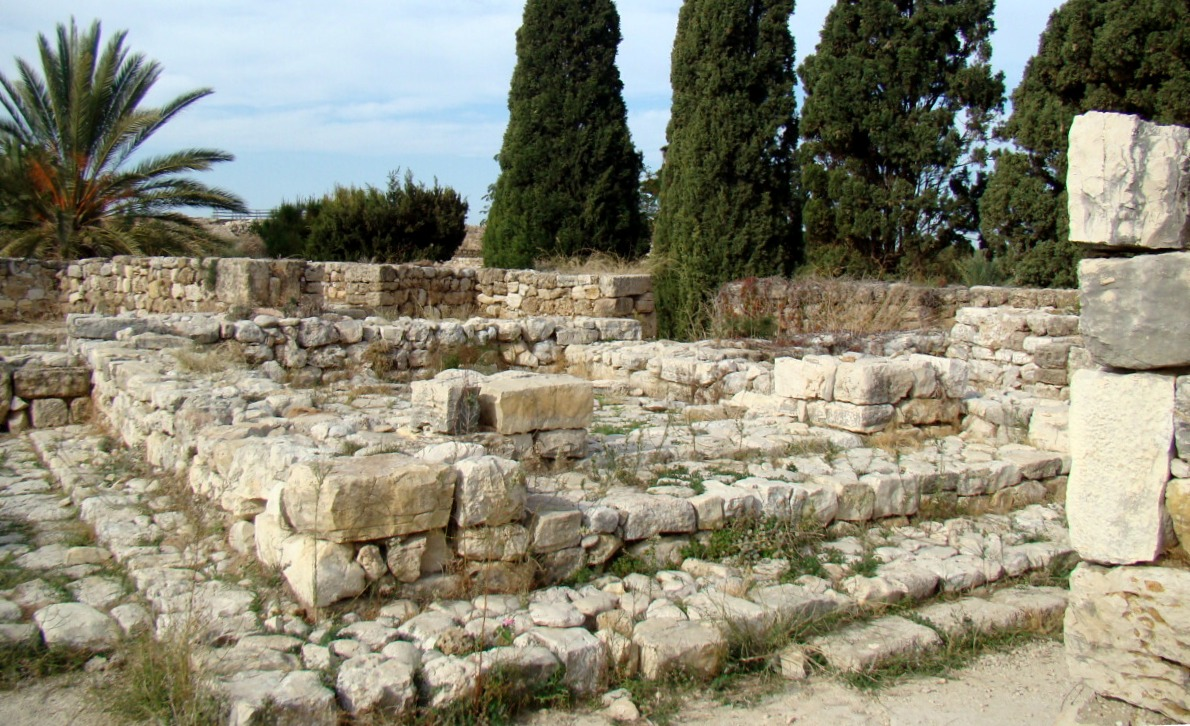
Le Temple en L.

Le site antique de Byblos, excavé par Maurice Dunand (archéologue français) de 1924 à 1975, se trouve sur une pointe de terre qui contrôle deux baies, une au nord qui abrite l’actuel port, l’autre au sud. Depuis ce port furent probablement exportés du vin, et une grande quantité de bois de cèdre du Liban vers l’Égypte et la Grèce.
Le site contient des ruines de toutes les populations qui ont habité la région depuis sa fondation : 
- le temple en L, ainsi appelé en raison de sa forme, érigé vers 2700 av. J.-C. ;
- le temple aux Obélisques du XVIe siècle av. J.-C., originellement construit au-dessus du temple en L, et déplacé par les archéologues. Au temple se dressent de nombreux obélisques. Dans le sol du temple on a trouvé beaucoup d’offrandes votives comme des statuettes de bronze et d'or qui se trouvent au musée national de Beyrouth ;

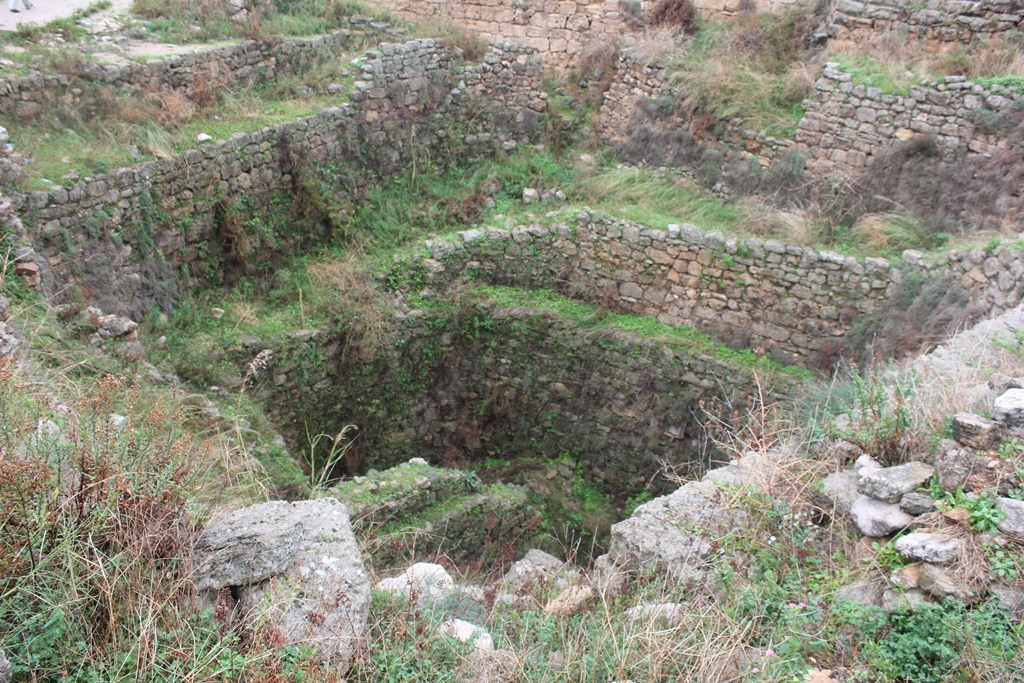
La source Aïn al-Malik.

- La source Aïn al-Malik.dans une dépression de 20 m de profondeur se trouvait la source Aïn al-Malik. C’est là que, selon la version de Plutarque du mythe d'Osiris, Isis venait pleurer Osiris ;
- la nécropole royale de Byblos remonte au IIe millénaire av. J.-C. et contient les tombes des rois de Byblos, entre autres le sarcophage du roi Ahiram, sur lequel est inscrite la plus vieille transcription phénicienne, aujourd’hui exposé au musée national de Beyrouth ;
- un théâtre romain, construit vers 218 ;
- une colonnade romaine ainsi qu’un nymphée ;
- les murailles de la ville phénicienne ;
- les fortifications perses ;
- une maison traditionnelle libanaise du début du XXe siècle (la maison de Mousbah et Ousman Houssami)[5].

## Le musée Mémoire du temps
Le musée Mémoire du temps abrite une importante collection de fossiles remontant a 100 millions d'années. Les plus beaux fossiles ont été achetés[réf. nécessaire] par le musée MIM de Beyrouth, où une salle est réservée à la collection paléontologique.

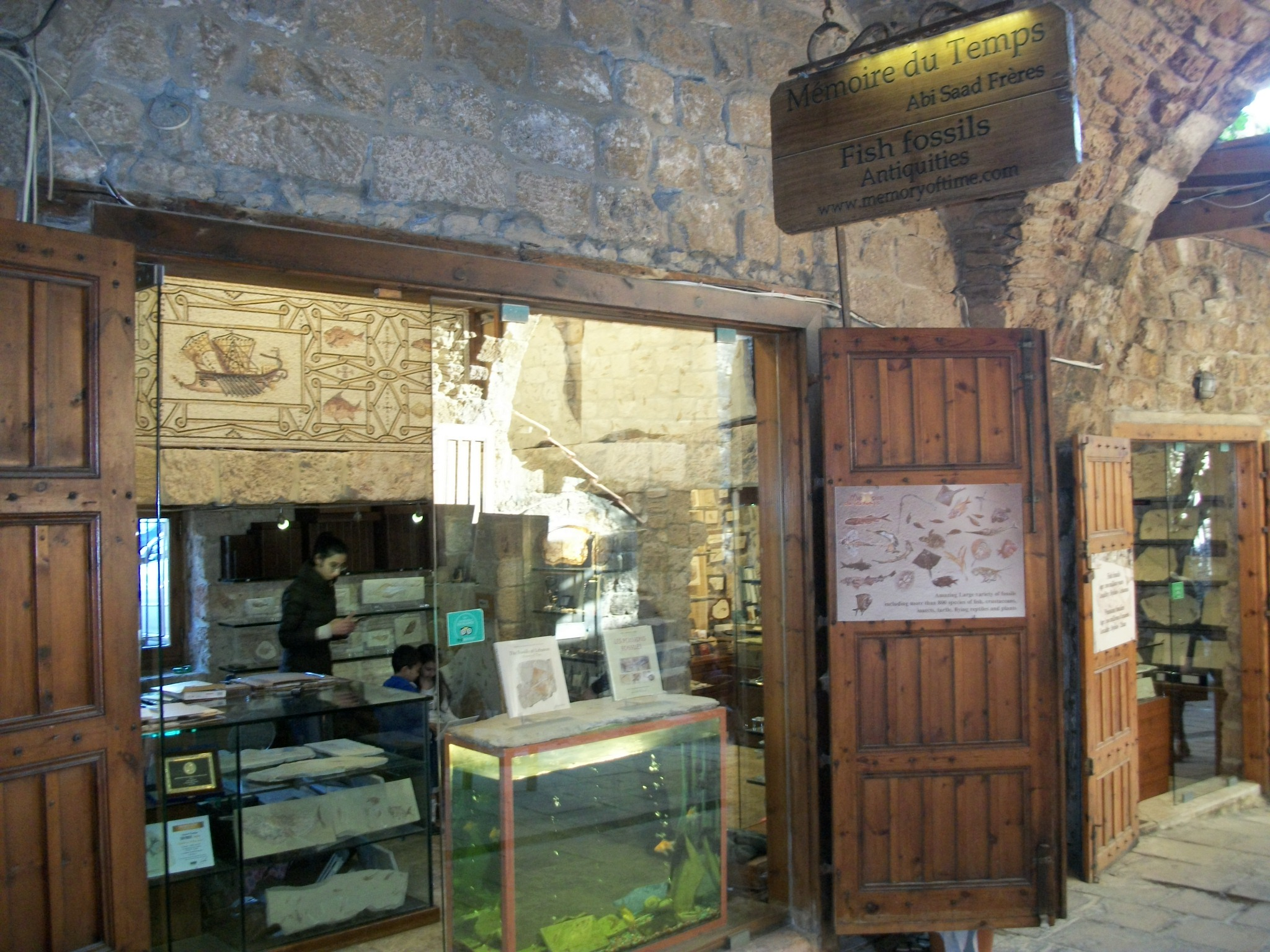
Le musée Mémoire du temps.
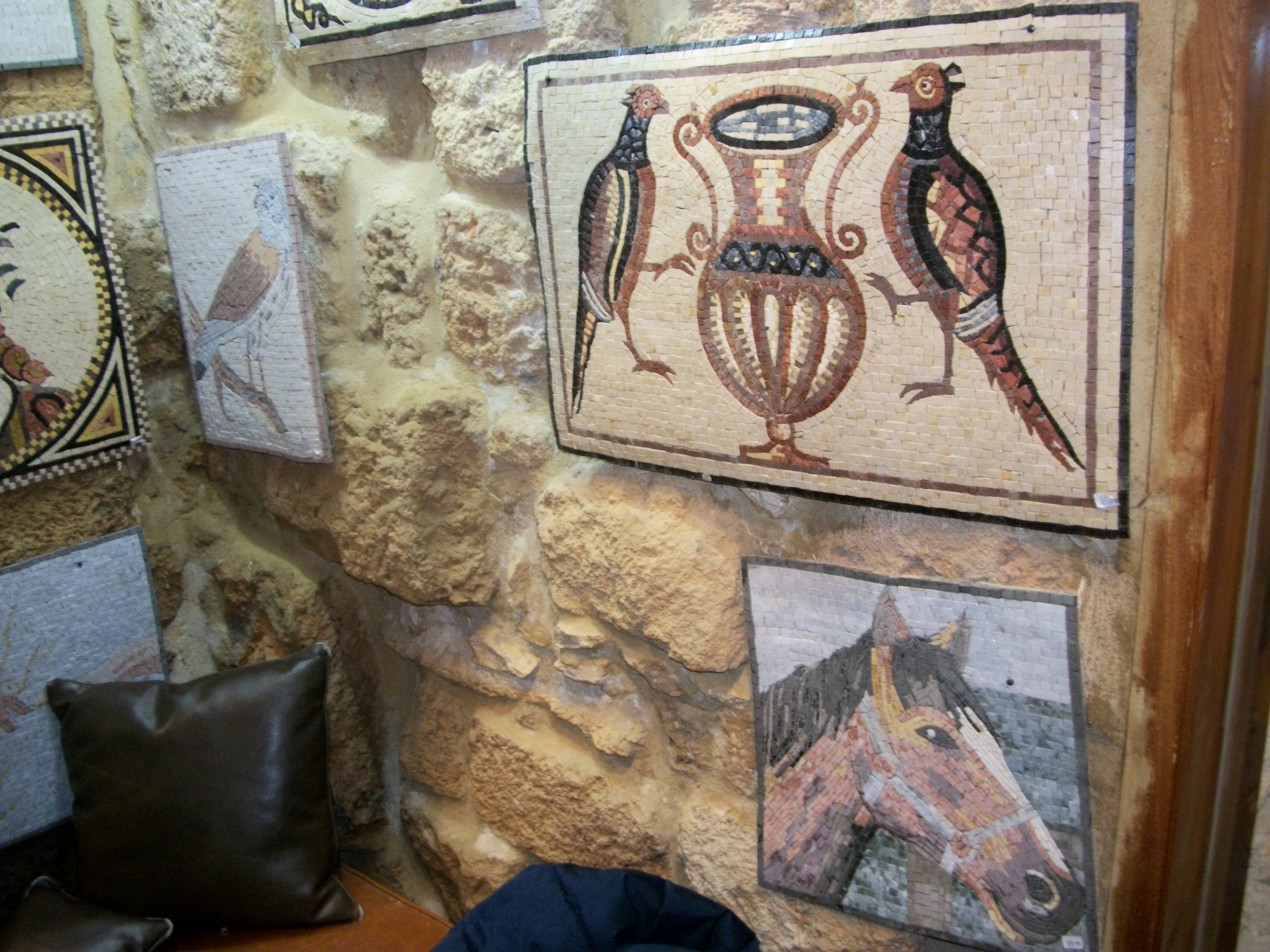
Exposition et vente de mosaïques.

## Relations internationales

### Jumelage
La ville de Byblos est jumelée avec les villes suivantes : 
- İzmir, Turquie
- Troie, Turquie
- Van, Turquie
- Tripoli, Grèce
- Sparte, Grèce
- Patras, Grèce
- Orange, France
- Bonifacio, France
- La Valette, Malte
- Cadix, Espagne

## Galerie d'images

### La ville

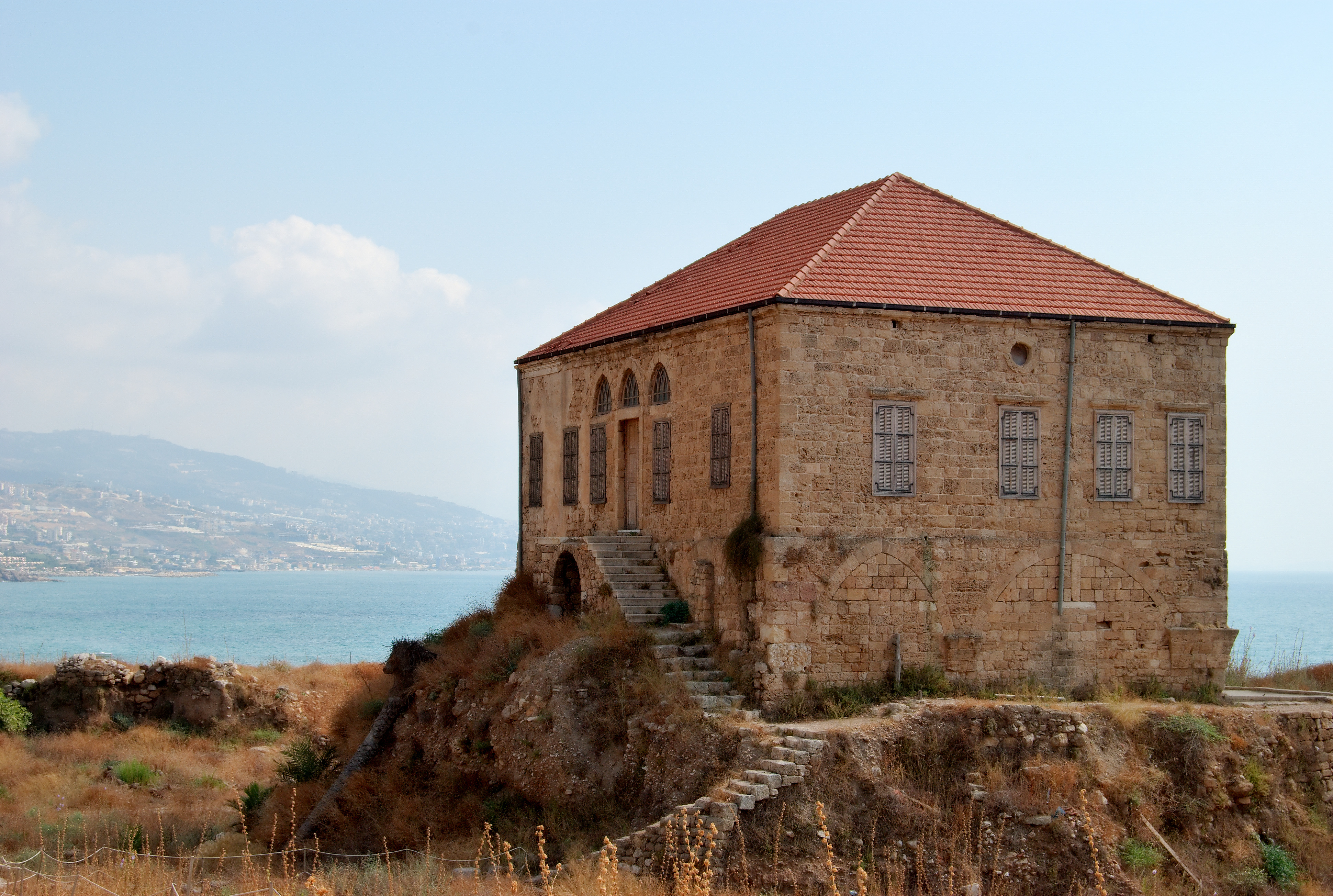
Maison traditionnelle à Byblos
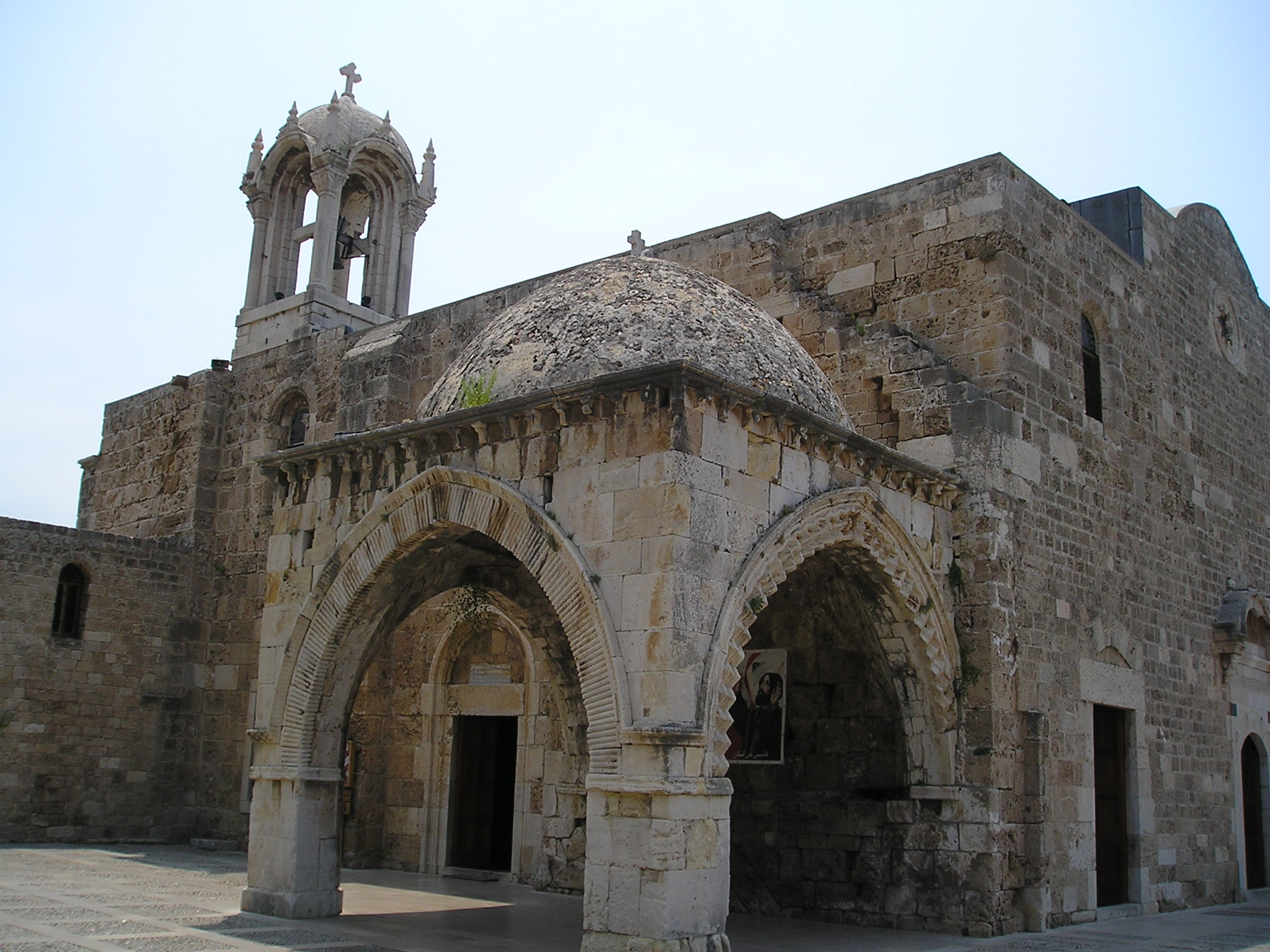
L’Église de Saint-Jean-Marc, bâtie par les croisés sur les ruines d'une ancienne chapelle dédiée à Saint Jean Marc, le deuxième évangéliste, fondateur de la première communauté chrétienne de Byblos.
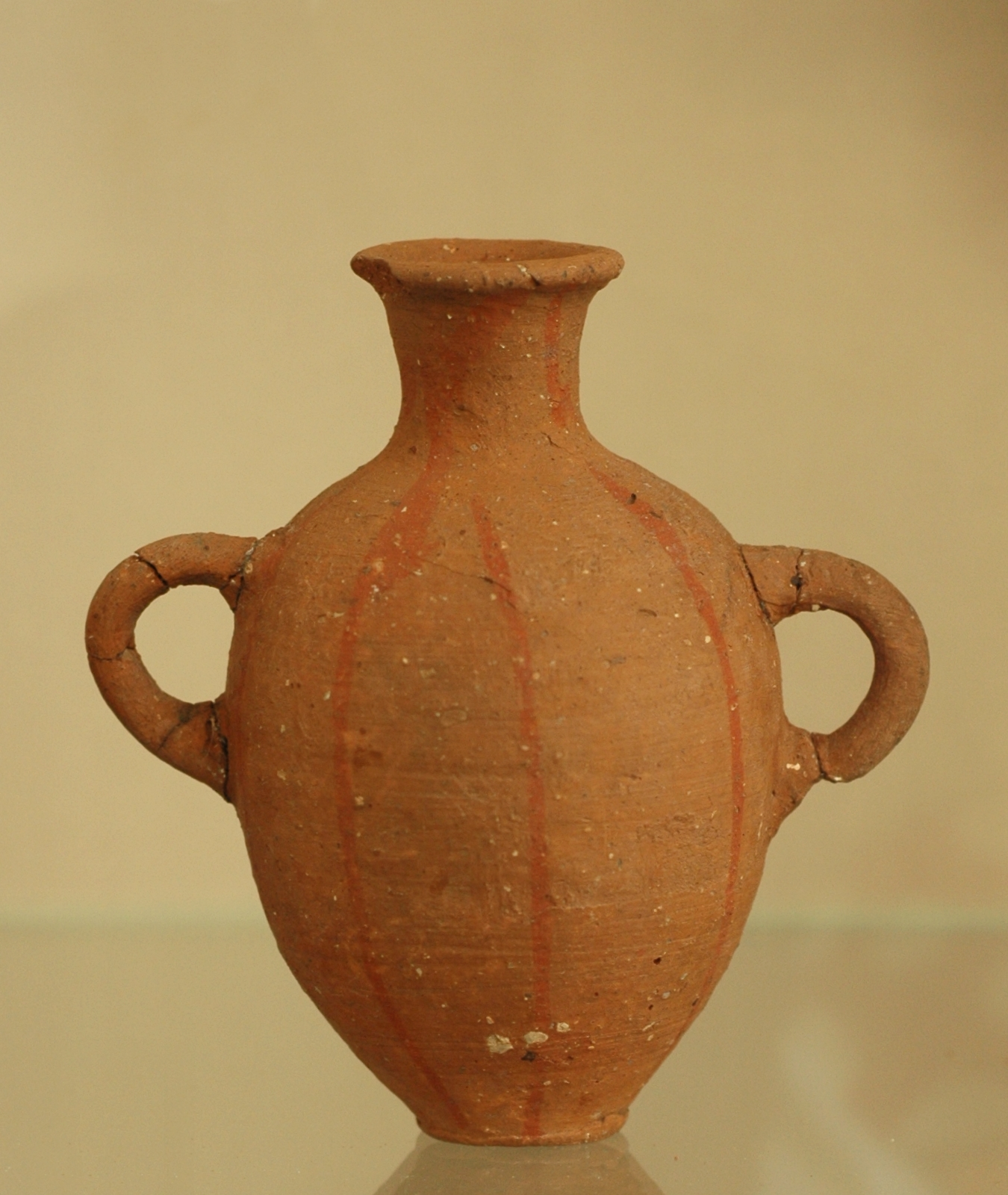
Jarre en terre cuite de Byblos (1600-1200 av. J.-C.)
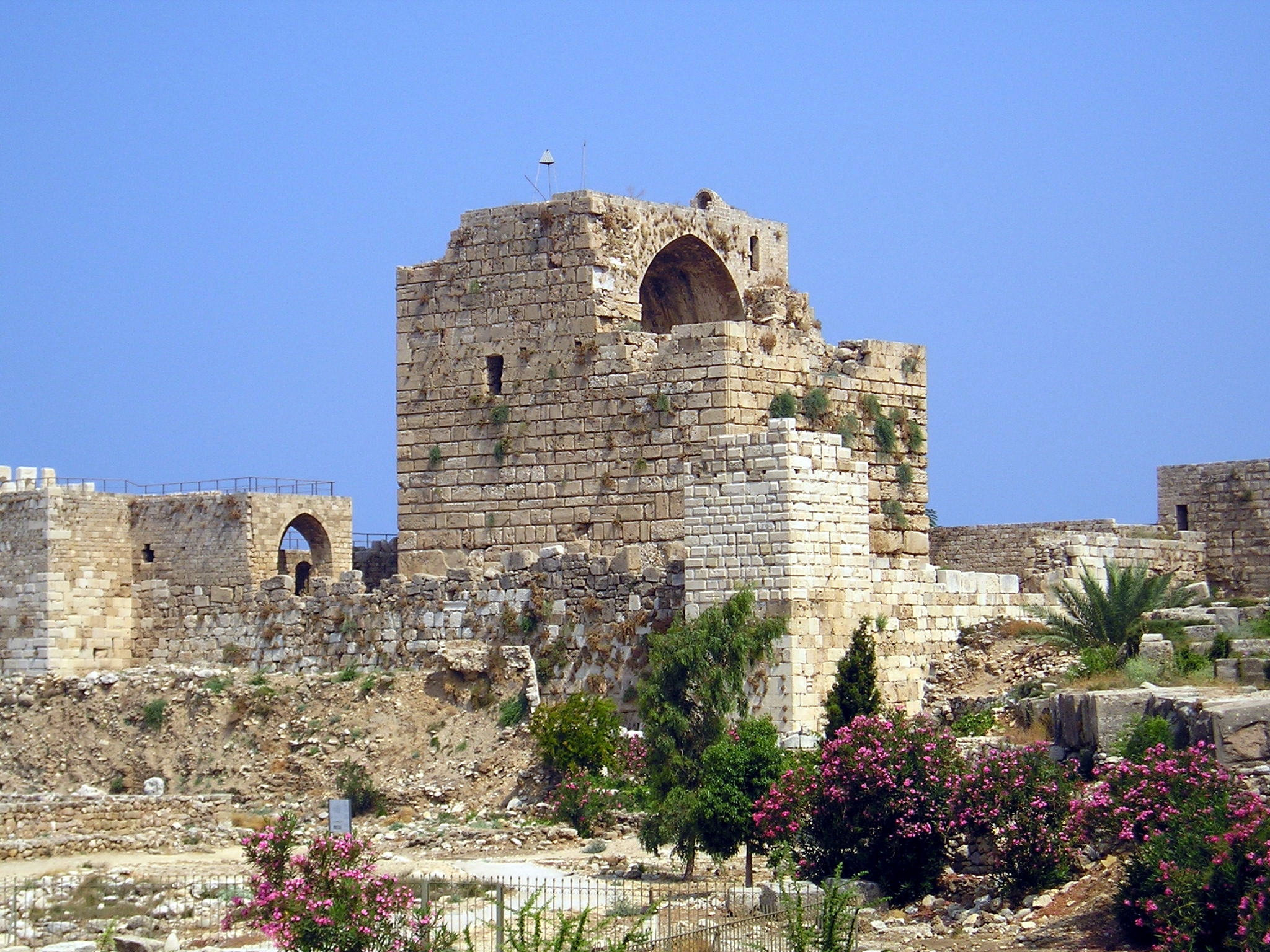
Château des croisés
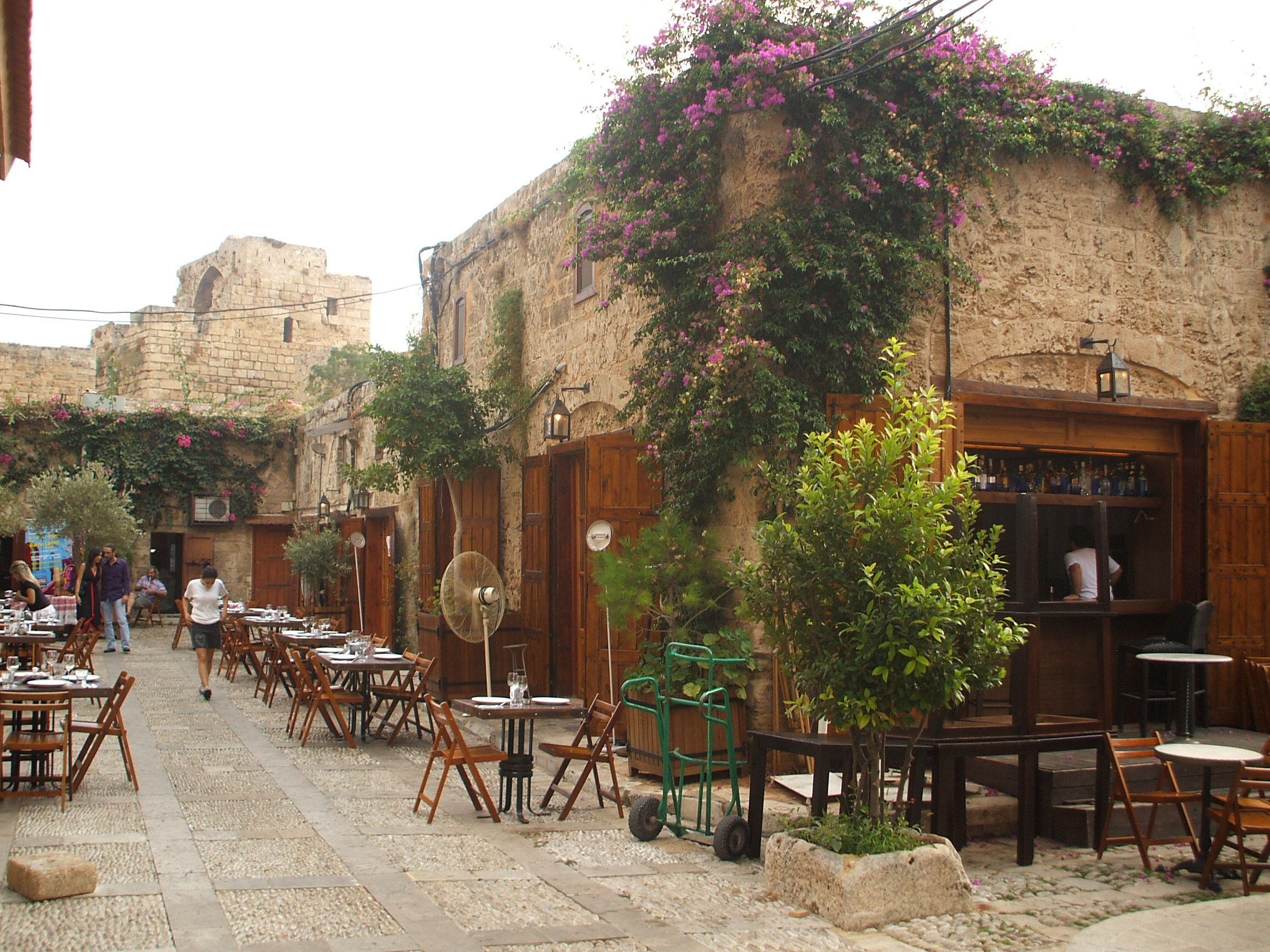
Le souk de Byblos
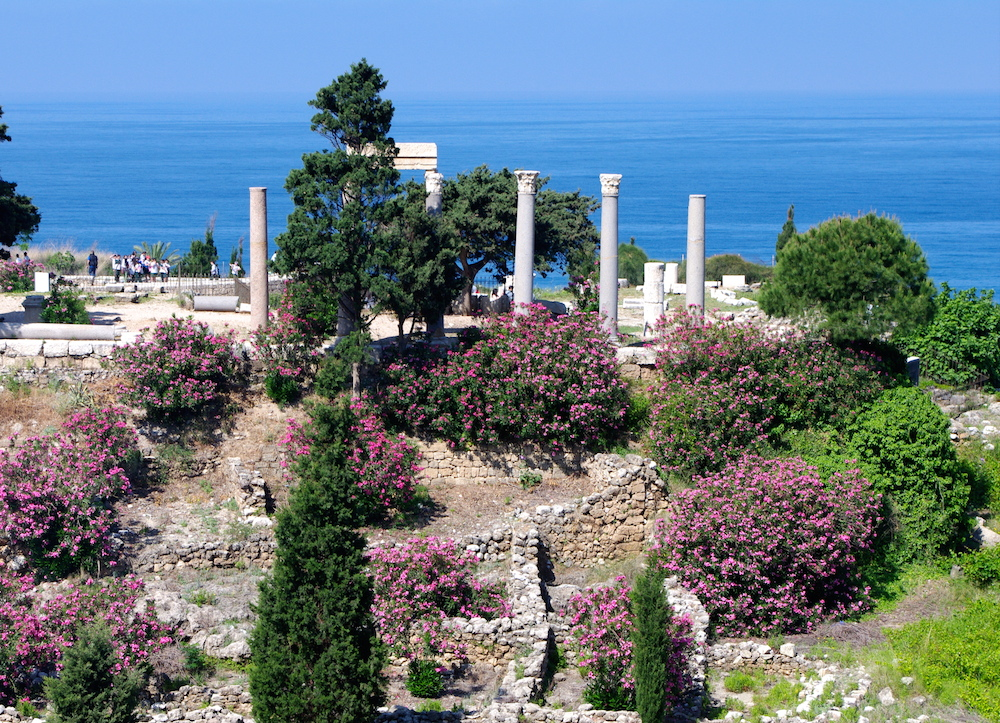
Byblos, les ruines
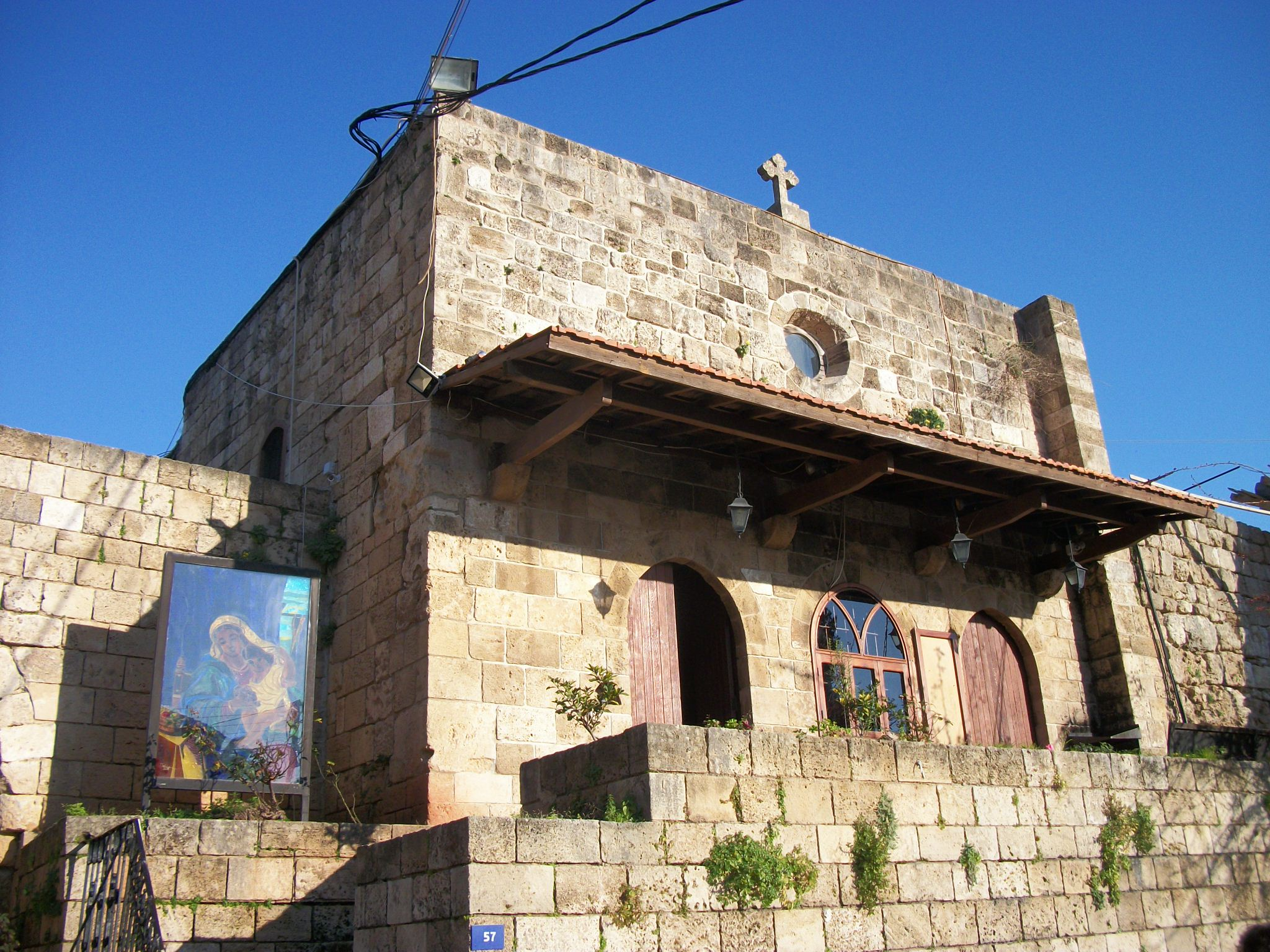
Église Notre Dame de la Porte

### La côte maritime et le port

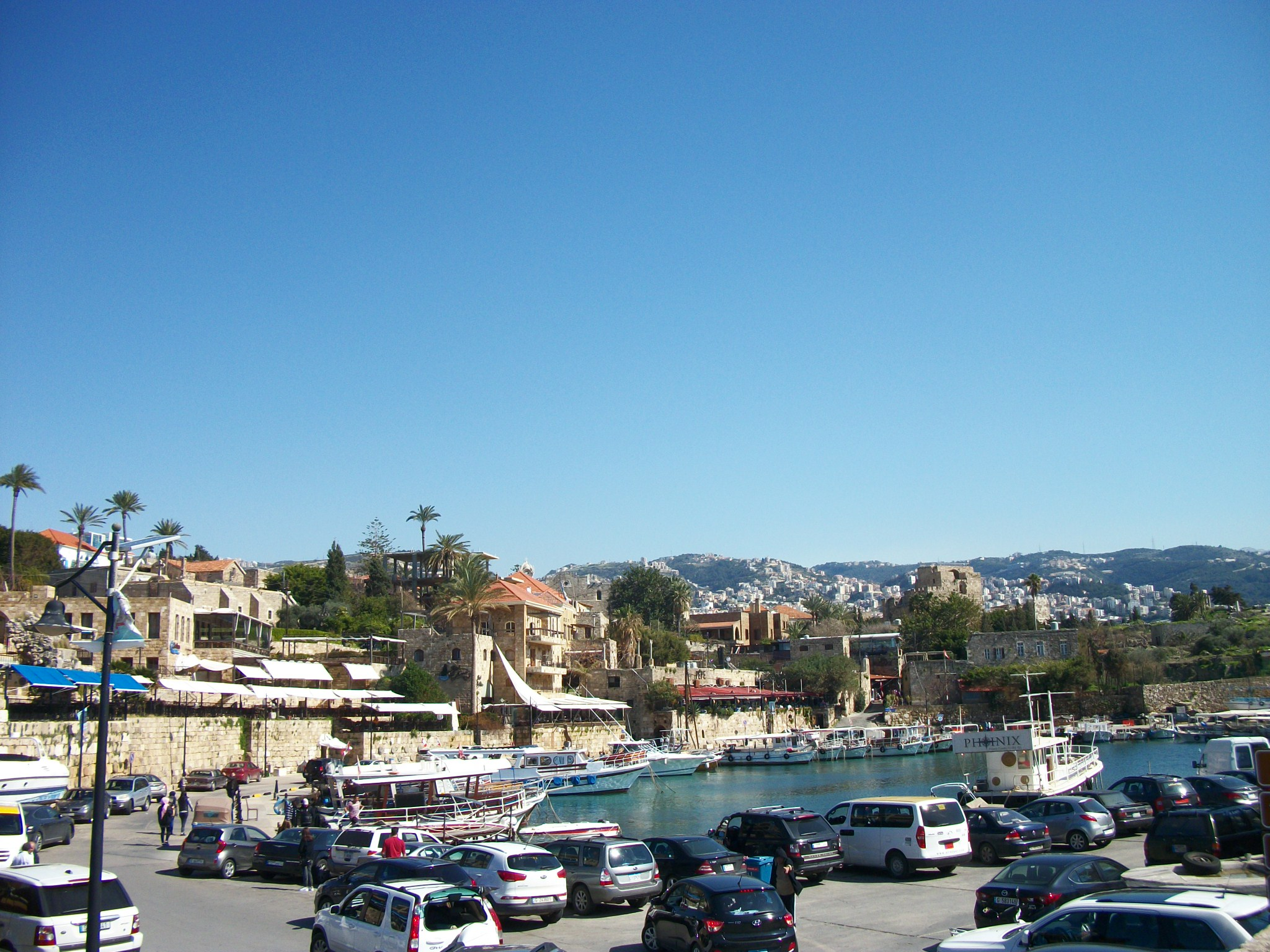
Le port de Byblos
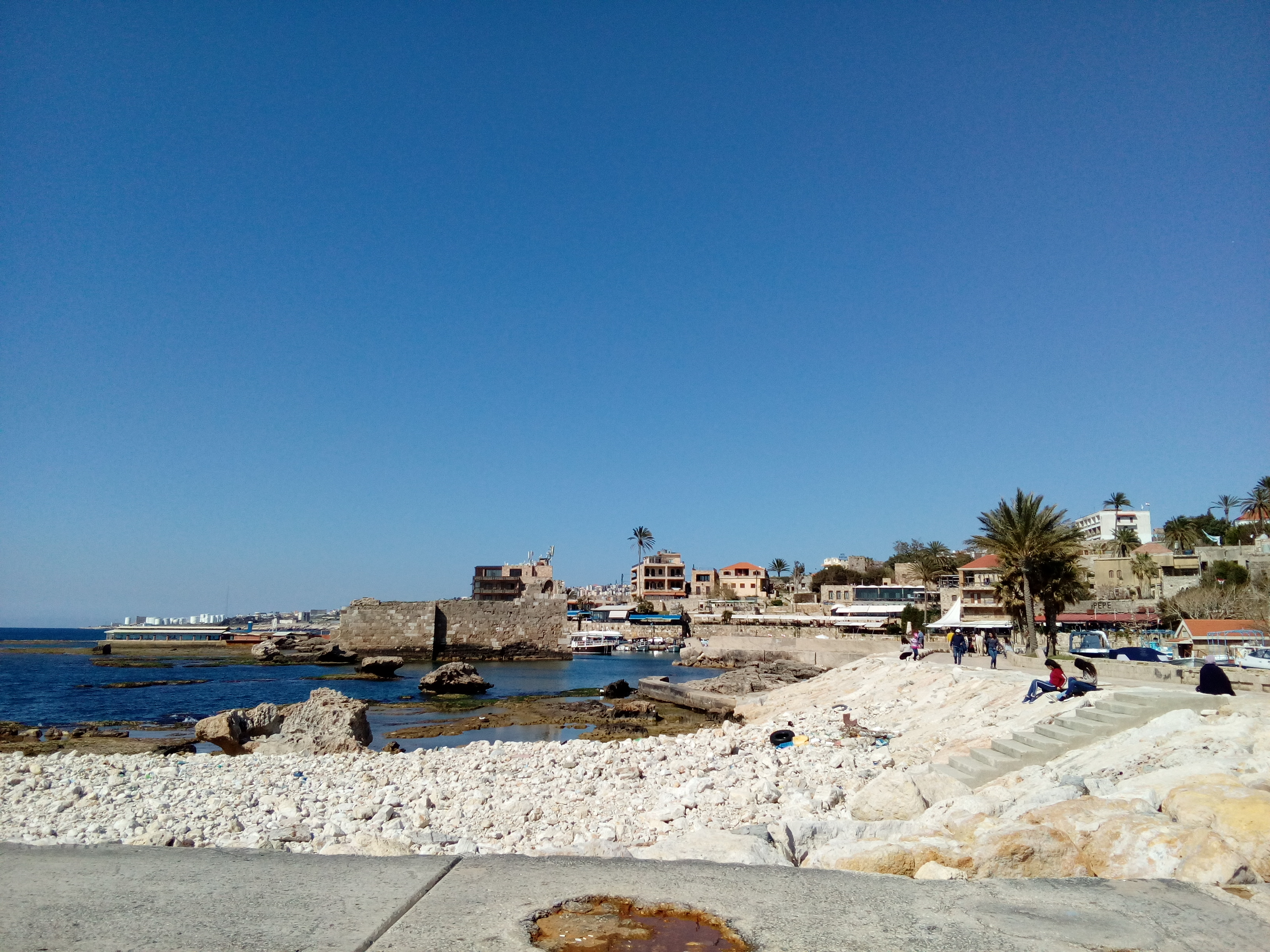
Vu sur le port
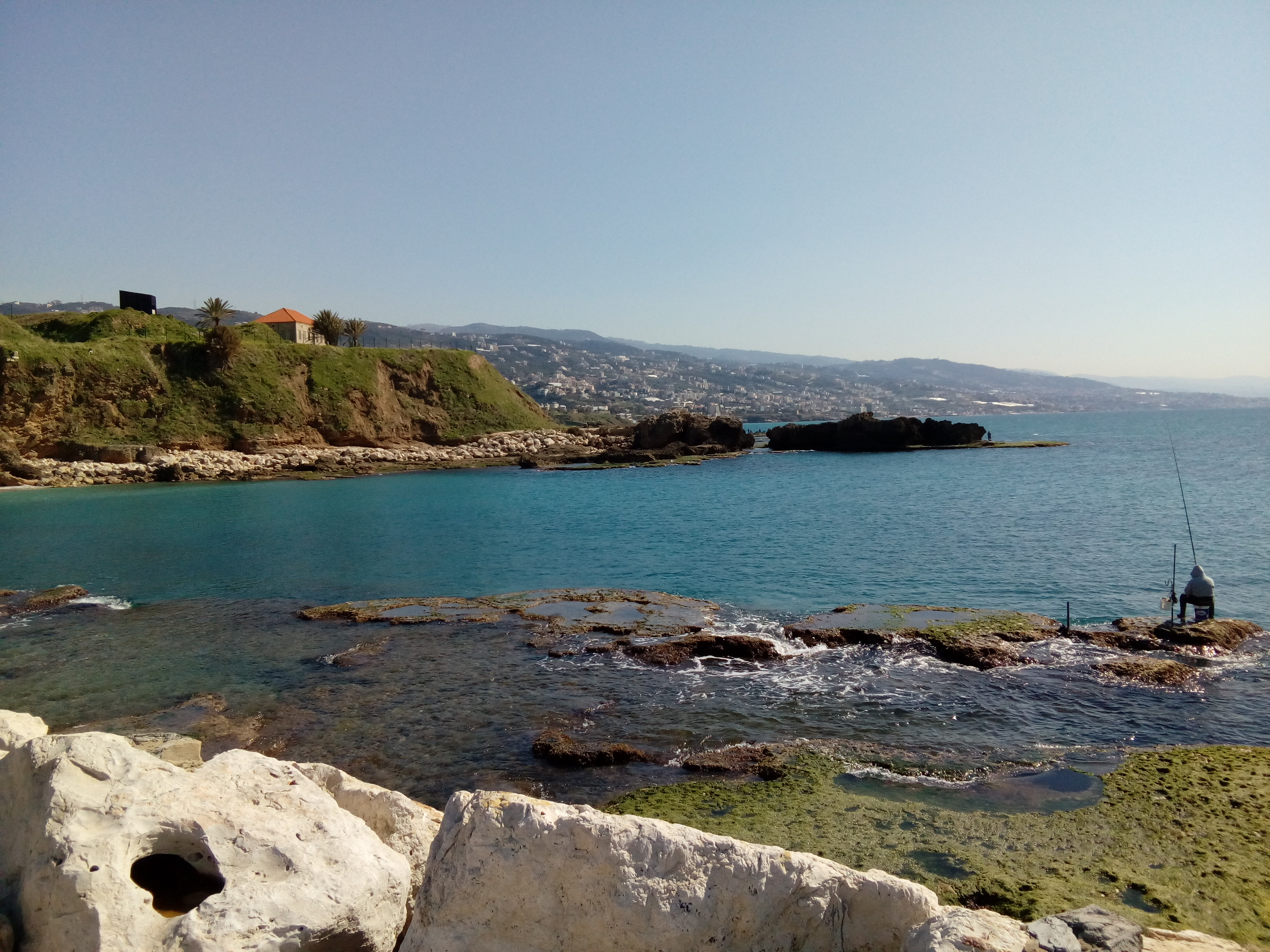
Côte maritime
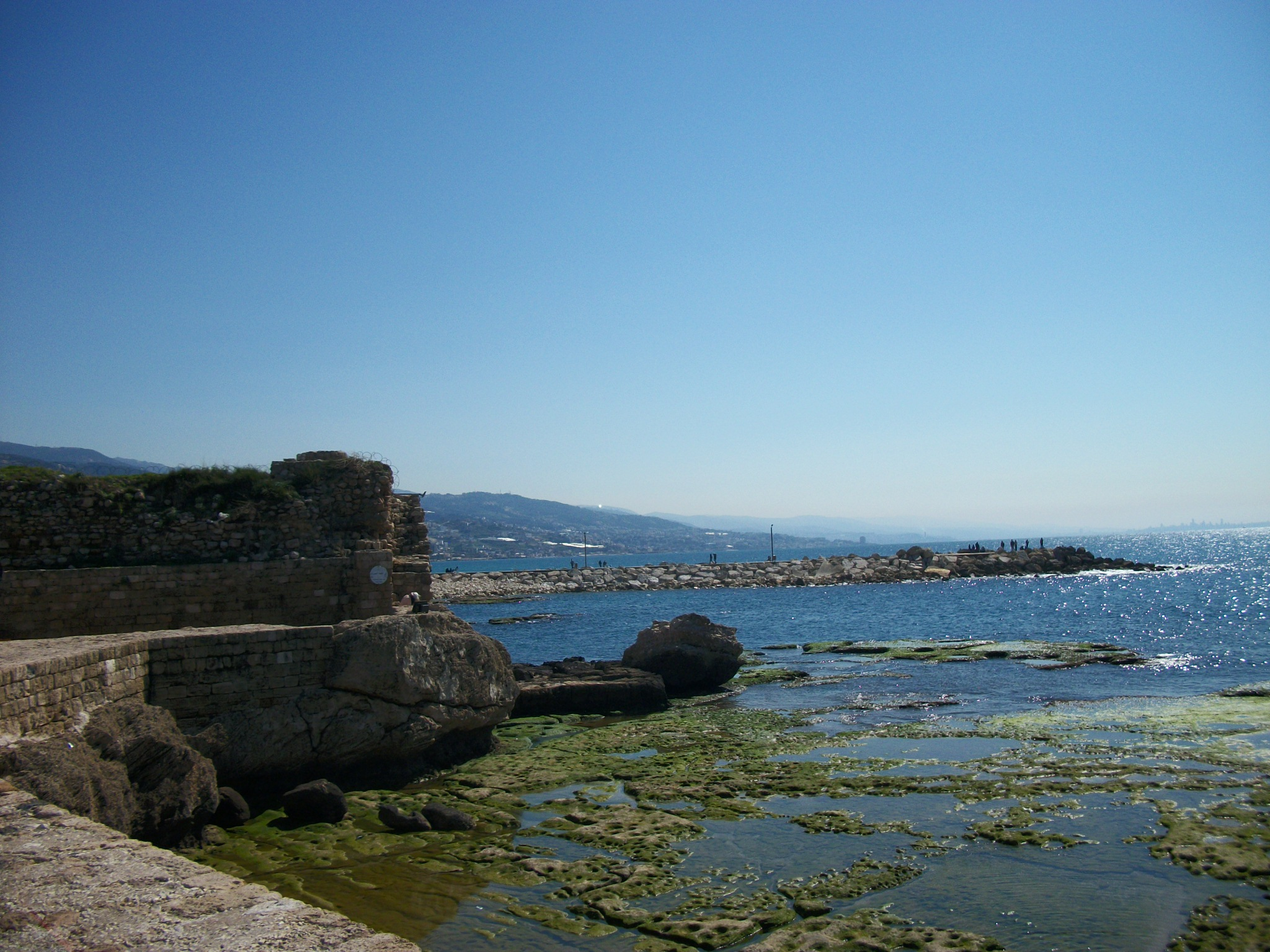
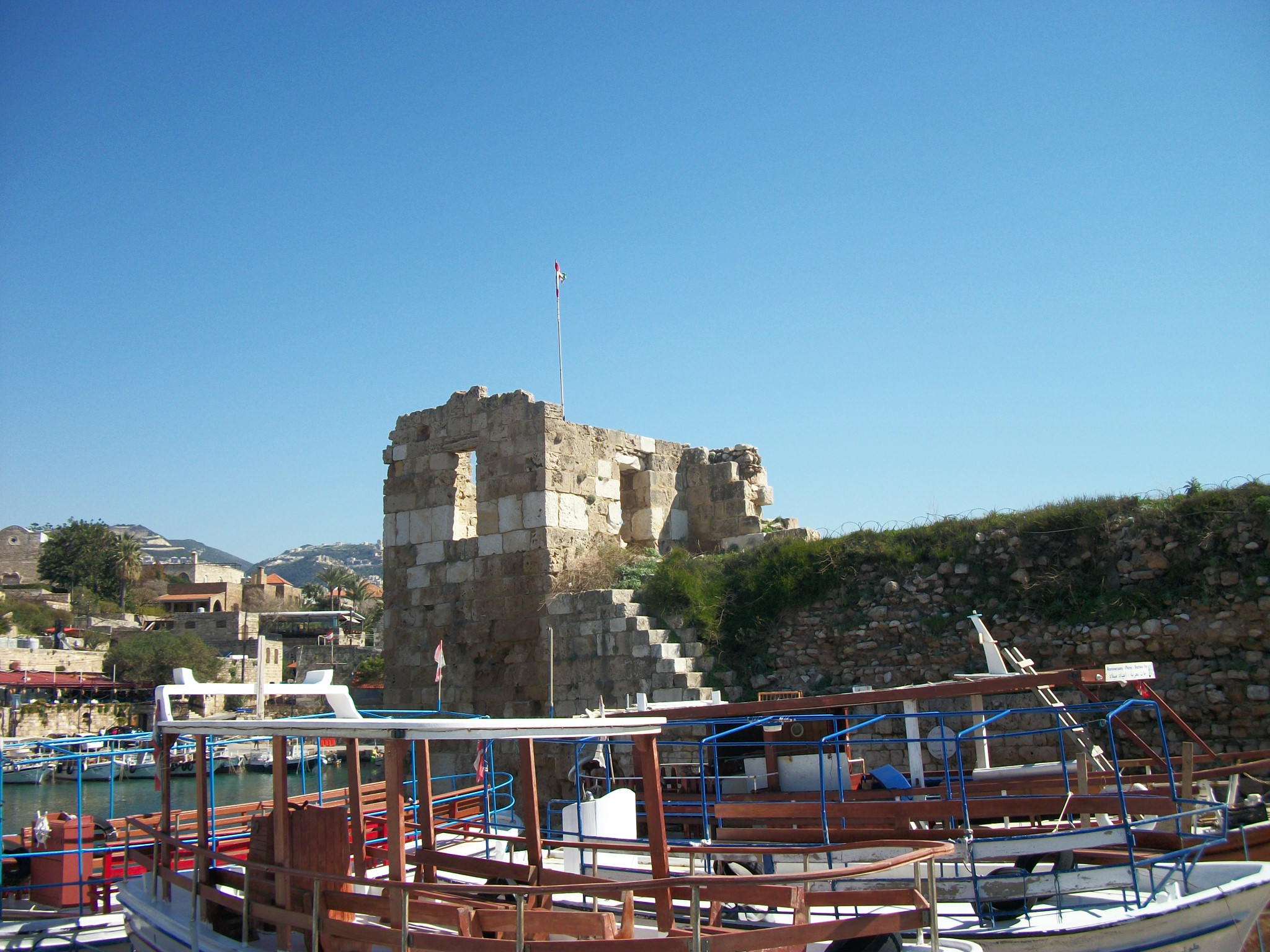
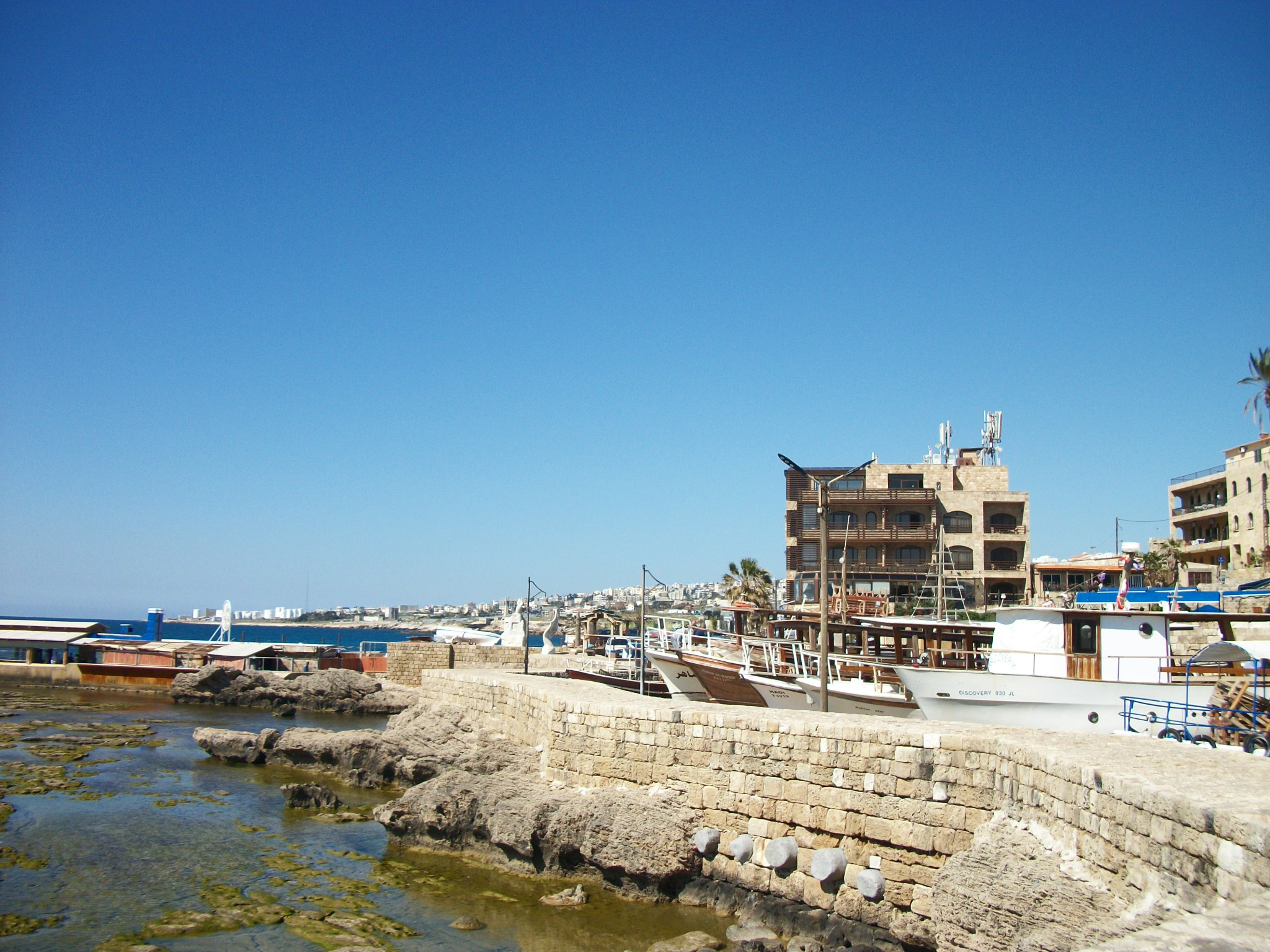
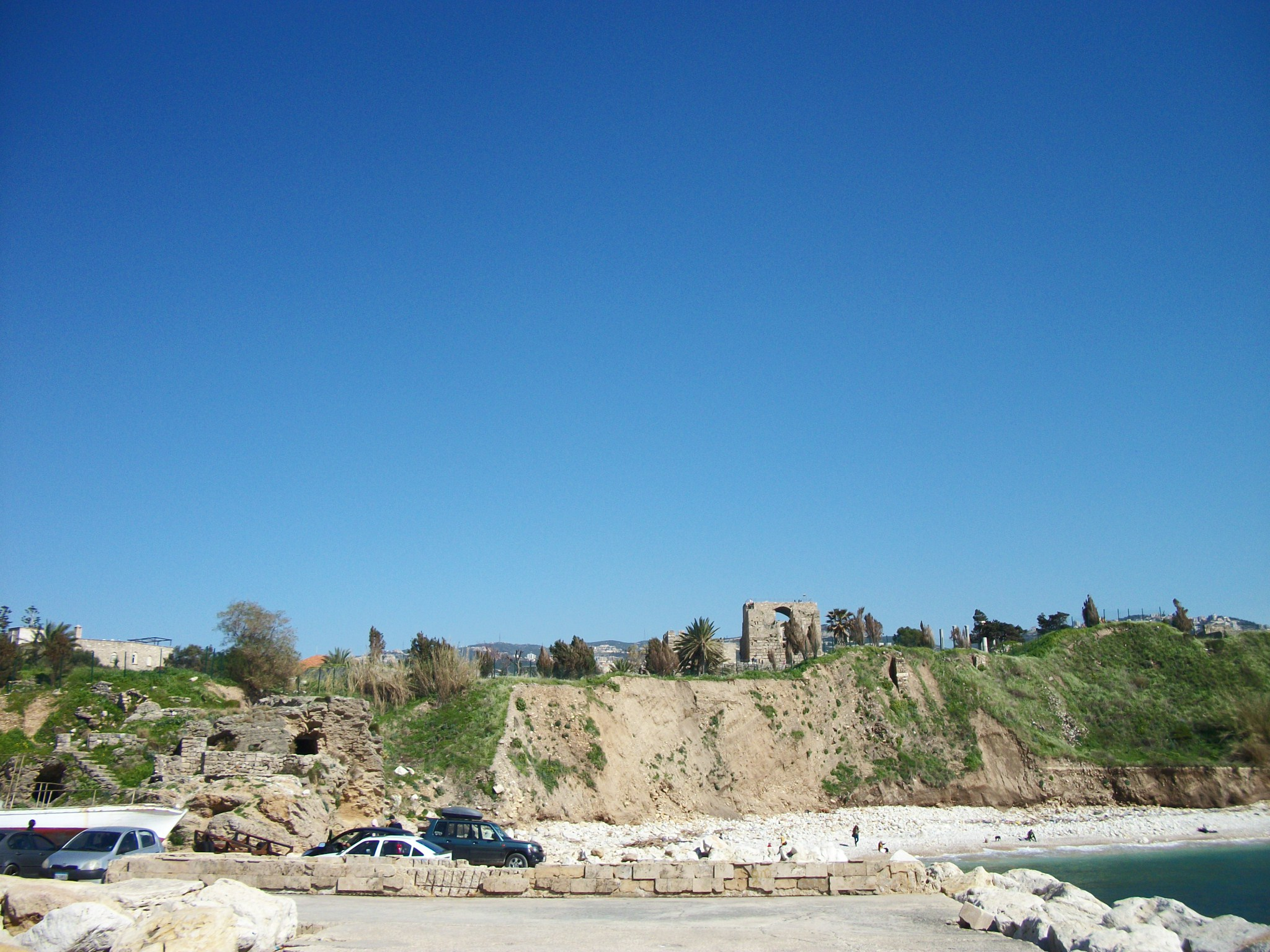

#### Bases de données et dictionnaires
- (ar + en) Site officiel
- Ressource relative à la géographie :   - Digital Atlas of the Roman Empire
- Ressource relative à l'architecture :   - Liste du patrimoine mondial
- Ressource relative à la bande dessinée :   - Comic Vine
- Ressource relative aux beaux-arts :   - Grove Art Online
- Ressource relative à la musique :   - MusicBrainz
- Notices dans des dictionnaires ou encyclopédies généralistes :   - Britannica
  - Brockhaus
  - Den Store Danske Encyklopædi
  - Dizionario di Storia
  - Enciclopedia italiana
  - Gran Enciclopèdia Catalana
  - Hrvatska Enciklopedija
  - Internetowa encyklopedia PWN
  - Nationalencyklopedin
  - Proleksis enciklopedija
  - Treccani
- Notices d'autorité :   - VIAF
  - IdRef
  - GND
  - Israël
  - Tchéquie